# Gmina Darda
Gmina Darda (chorw. Općina Darda) – gmina w Chorwacji, w żupanii osijecko-barańskiej. W 2011 roku liczyła 6908 mieszkańców.

## Współpraca
Miejscowość partnerska:
- Stabroek, Belgia